# Das Vaterspiel (Film)
Das Vaterspiel ist ein österreichisches Filmdrama des Regisseurs Michael Glawogger aus dem Jahr 2009 nach dem gleichnamigen Roman des österreichischen Schriftstellers Josef Haslinger. Der Film thematisiert einen ödipalen Konflikt in Kombination mit der familiären Aufarbeitung nationalsozialistischer Verbrechen an der jüdischen Bevölkerung und verwebt dabei mehrere Handlungsstränge. Charakteristisch für den Film sind zahlreiche zeitliche Sprünge im Handlungsablauf. Die Literaturverfilmung wurde im Jahr 2009 im Rahmen der Berlinale aufgeführt.

## Handlung
Mimi bittet ihren alten Freund Ratz, nach New York zu kommen, um ihr bei Umbaumaßnahmen zu helfen. Dort angekommen, offenbart Mimi, dass Ratz den Unterschlupf ihres Großonkels im Keller ihres Hauses renovieren soll. Der alte Mann ist ein nationalsozialistischer Kriegsverbrecher, der sich seit 32 Jahren versteckt.
Der Ministersohn und Publizistikstudent Ratz entwickelt ein Computer-Ballerspiel, dessen Inhalt darin besteht, Spielfiguren mit dem Konterfei seines Vaters zu eliminieren. Er wandelt das Spiel in einen Ego-Shooter um und knüpft mit Mimis Hilfe Kontakte. Sein Spiel wird schließlich produziert und zu einem Kassenschlager.
Der jüdische Litauer Jonas Shtrom, gespielt von Ulrich Tukur, wendet sich an die Staatsanwaltschaft. Er schildert anhand seiner persönlichen Erlebnisse die Repressalien, Verfolgungen und Morde an der jüdischen Bevölkerung während der nationalsozialistischen deutschen Besatzung im Zweiten Weltkrieg. Er beschuldigt Mimis Großonkel zahlreicher Verbrechen.
Ratz knüpft langsam Kontakt zu Mimis Großonkel, der ihm seine Erinnerungen erzählt und auch von Jonas Shtrom berichtet.
Gegen Ende des Filmes stirbt Ratz’ Vater. Er erscheint zur Beerdigung und trifft sowohl auf seine Schwester als auch auf seine alkoholkranke Mutter.

## Szenische Details
- Der Film enthält vielfältige zeitliche und thematische Handlungssprünge. Orientierungshilfe bieten die Frisuren der Protagonisten, obgleich Mimi sowohl kahl rasiert als auch blond und dunkelhaarig mit unterschiedlichen Haarlängen auftritt.
- Eine inzestuöse Verbindung zwischen Ratz und seiner Schwester wird durch einen Kuss im Auto angedeutet, findet aber keinerlei thematische Fortsetzung.

## Kritik
Der Fernsehsender Arte resümiert negativ: „Vaterspiel ist eine kaum gelungene filmische Adaption des 600-seitigen Romans von Josef Haslinger.“
Das Internetportal critic.de zieht eine positive Bilanz: „Ein Nazi, ein Minister, eine Femme Fatale, ein Computerspiel, ein Versteck, Wien, New York, Inzest. Michael Glawoggers Romanverfilmung nimmt sich viel vor – und triumphiert.“

## Auszeichnungen
Die Produktion wurde mehrfach international nominiert.